# James T. Conway

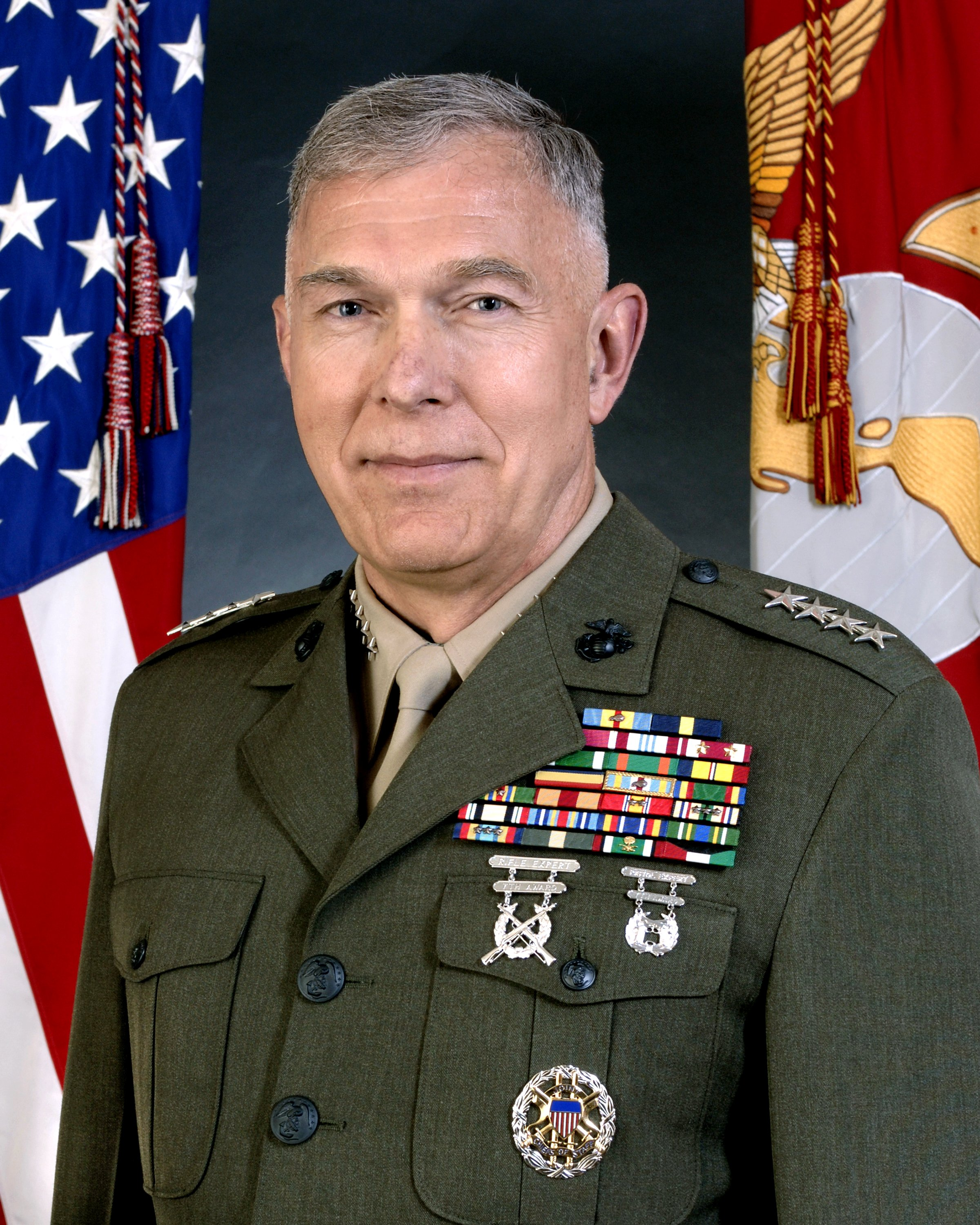
Gen. James T. Conway, 2006.

James Terry Conway (* 26. Dezember 1947 in Walnut Ridge, Arkansas) ist ein ehemaliger General des US Marine Corps. Er war von 2006 bis 2010 der 34. Commandant of the Marine Corps und in dieser Position auch Mitglied des Vereinigten Generalstabs der US-Streitkräfte (Joint Chiefs of Staff). Conway wurde bekannt durch seinen Dienst als Kommandierender General der I. Marine Expeditionary Force von 2002 bis 2004. In diese Zeit fällt auch die Invasion des Irak 2003 und die Operation Vigilant Resolve in Falludscha.

## Militärische Laufbahn
Conway schloss die Southeast Missouri State University 1969 ab. Ein Jahr später, 1970, wurde er als Infanterie-Offizier vereidigt. Seine erste Verwendung hatte er als Kommandeur eines Platoons des 3. Bataillons des 1. Marine-Regiments in Camp Pendleton. Er diente auch als Erster Offizier der Marines an Bord des Flugzeugträgers Kitty Hawk.
Nachdem er die Offiziersschule mit Auszeichnung abgeschlossen hatte, kommandierte Conway zwei Kompanien der Operations- und Sicherheitsabteilung des 2. Marine-Regiments. Danach kommandierte er abermals zwei Kompanien, diesmal an der Marine Basic School. Dann wurde er als Operationsoffizier (S3) zur 31. Marine Expeditionary Unit im westlichen Pazifik versetzt und führte auch Operationen in der Nähe von Beirut im Libanon durch.

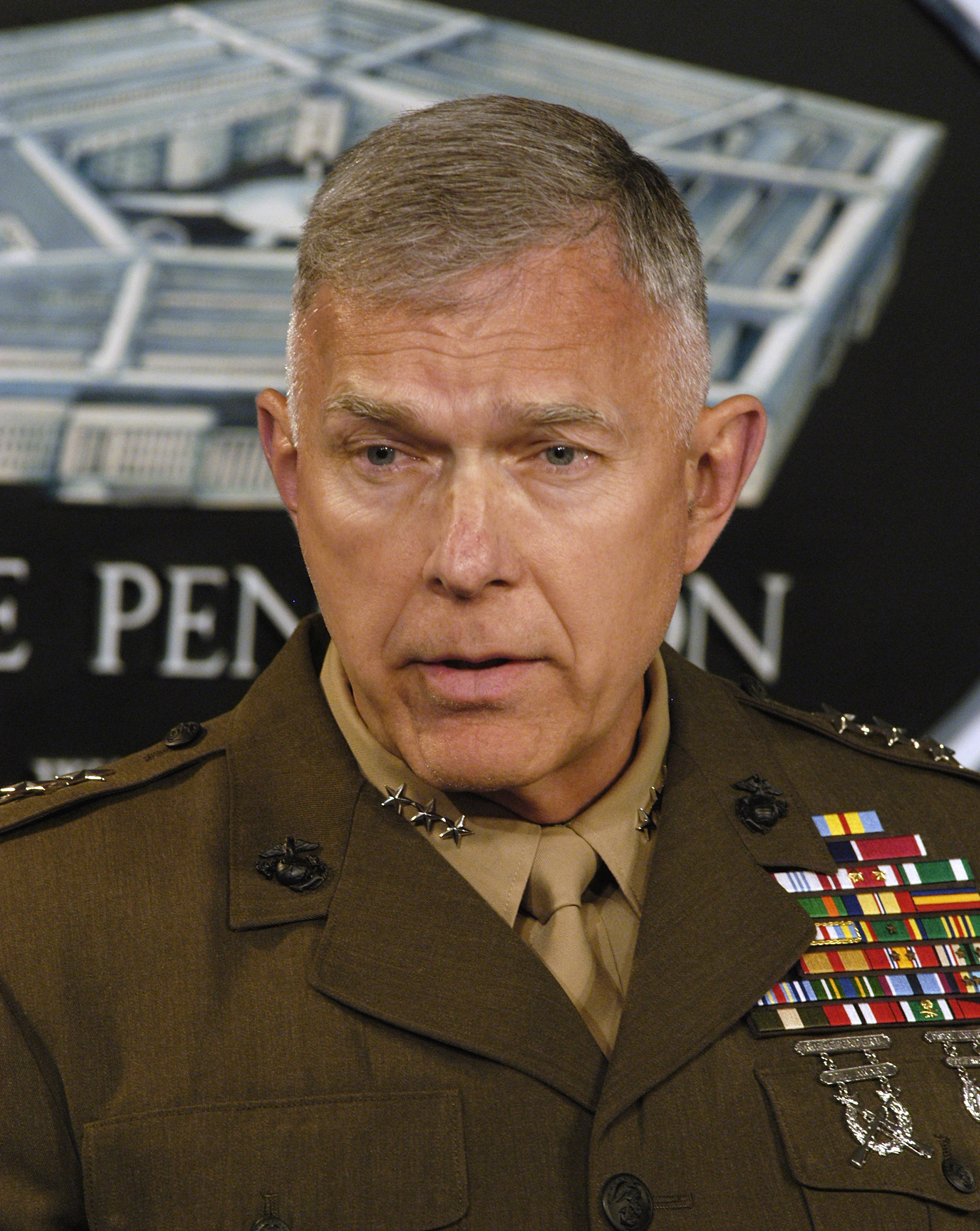
LtGen. James T. Conway, 2005.

Zurück in den Staaten wurde Conway für zwei Jahre als Seniorberater des Vorsitzenden zu den Joint Chiefs of Staff versetzt. Nachdem er die Stabsoffizierausbildung wiederum mit Auszeichnung abgeschlossen hatte, übernahm er das Kommando des 3. Bataillons des 2. Marine-Regiments und kommandierte das Battalion Landing Team während eines acht-monatigen Einsatzes innerhalb der Operation Desert Storm.
Zum Colonel befördert, kommandierte er später die Marine Basic School. Im Dezember 1995 wurde er zum Brigadier General befördert und abermals den Joint Chiefs zugeteilt. Nach seiner Beförderung zum Major General übernahm er das Kommando über die 1. US-Marinedivision und wurde Stellvertretender Kommandierender General der Marine Forces Central des US Central Command. Zum Lieutenant General befördert, übernahm er am 16. November 2002 das Kommando über die 1. Marine Expeditionary Force (I MEF). Er hatte dieses Kommando während zweier Kampfeinsätzen im Irak. Unter seinem Kommando standen dabei bis zu 60.000 Soldaten, zusammengesetzt aus Soldaten der US Army, Matrosen der US Navy und Britischen Streitkräften. 2004 wurde Conway zum Joint Staff nach Washington, D.C. versetzt und übernahm dort den Posten des Direktors für Operationen (J-3).
In einer Videokonferenz mit Journalisten am 30. Mai 2003 äußerte sich Conway zur ergebnislosen Suche nach Massenvernichtungswaffen im Irak, die die offizielle Begründung der USA für den Krieg gewesen war:
„It was a surprise to me then, it remains a surprise to me now, that we have not uncovered weapons...It's not for lack of trying. We've been to virtually every ammunition supply point between the Kuwaiti border and Baghdad, but they're simply not there....What the regime was intending to do in terms of its use of the weapons, we thought we understood–or we certainly had our best guess, our most dangerous, our most likely courses of action that the intelligence folks were giving us. We were simply wrong. But whether or not we're wrong at the national level, I think, still very much remains to be seen.“
Es war eine Überraschung für mich, damals wie heute, dass wir keine Waffen gefunden haben. Das lag nicht daran, dass wir nicht gesucht hätten. Wir haben fast jedes Munitionsdepot zwischen der kuwaitischen Grenze und Bagdad durchsucht, aber es war einfach nichts da. […]

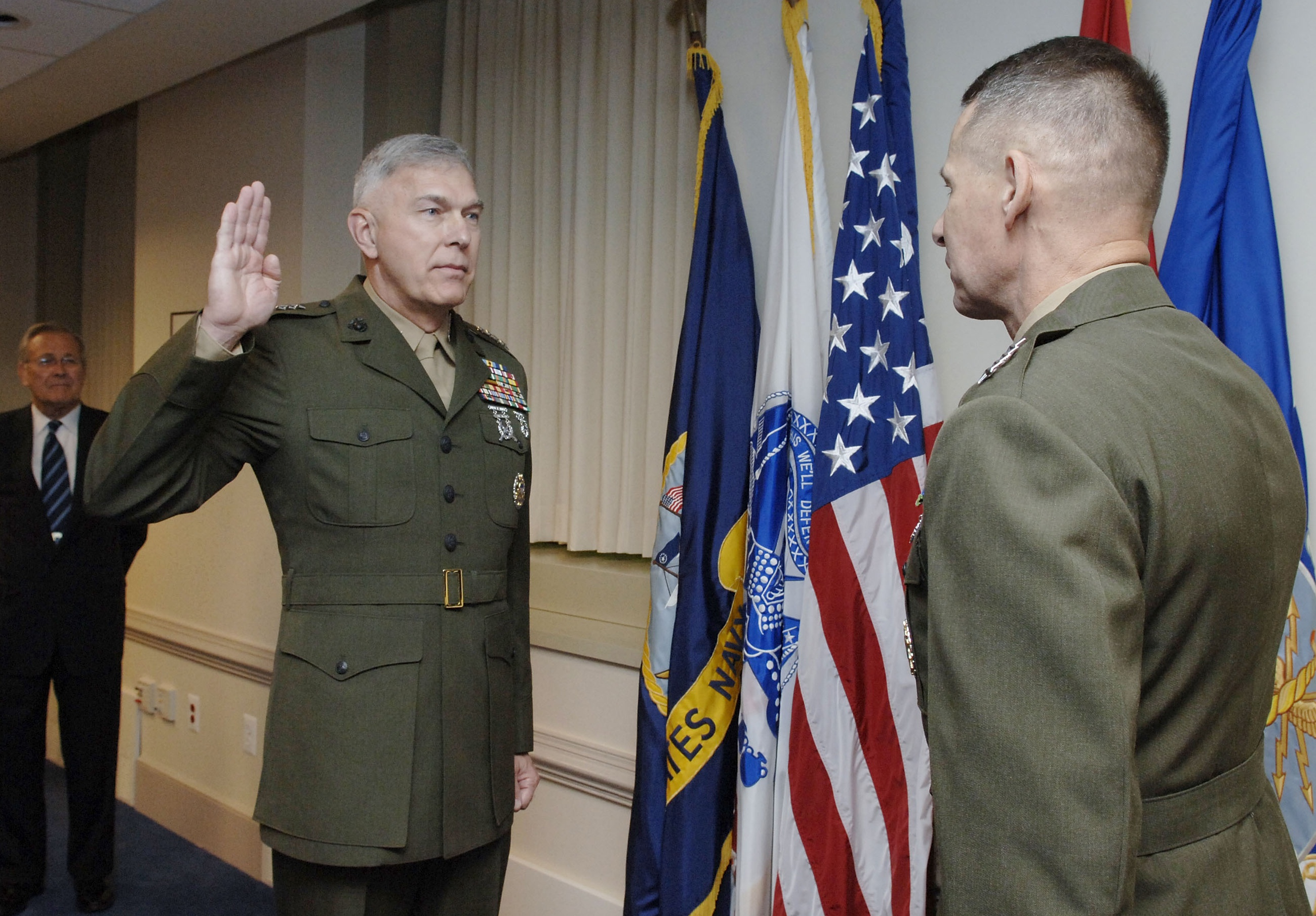
Conway wird von Gen. Pace vereidigt.

Am 13. Juni 2006 nominierte US-Präsident George W. Bush Conway für den Posten des 34. Commandant of the Marine Corps (CMC). Der US-Senat bestätigte die Nominierung Conways. Am 13. November folgte er schließlich General Hagee auf dem Posten des CMC und wurde zudem zum General befördert.
Am 22. Oktober 2010 übergab er den Posten an General James F. Amos, der bis dahin als sein Stellvertreter gedient hatte.
Conway ist verheiratet und hat drei Kinder.

## Auszeichnungen
Auswahl der Dekorationen, sortiert in Anlehnung der Order of Precedence of Military Awards:
- Defense Distinguished Service Medal (3 ×)
- Navy Distinguished Service Medal
- Legion of Merit
- Defense Meritorious Service Medal
- Meritorious Service Medal (3 ×)
- Navy & Marine Corps Commendation Medal
- Navy Unit Commendation (2 ×)
- National Defense Service Medal (3 ×)
- Southwest Asia Service Medal (4 ×)
- Iraq Campaign Medal (3 ×)
- Global War on Terrorism Expeditionary Medal
- Global War on Terrorism Service Medal
- Kommandeur der französischen Ehrenlegion